# Кран (село)
Вижте пояснителната страница за други значения на Кран.
Кран е село в Южна България. То се намира в община Кирково, област Кърджали.

## География
Село Кран се намира в планински район.

## История
До селото има останки от мощната средновековна крепост Краностубион, с датировка ХІІ-ХІV век.
1. ↑  www.grao.bg